# Województwo mereckie

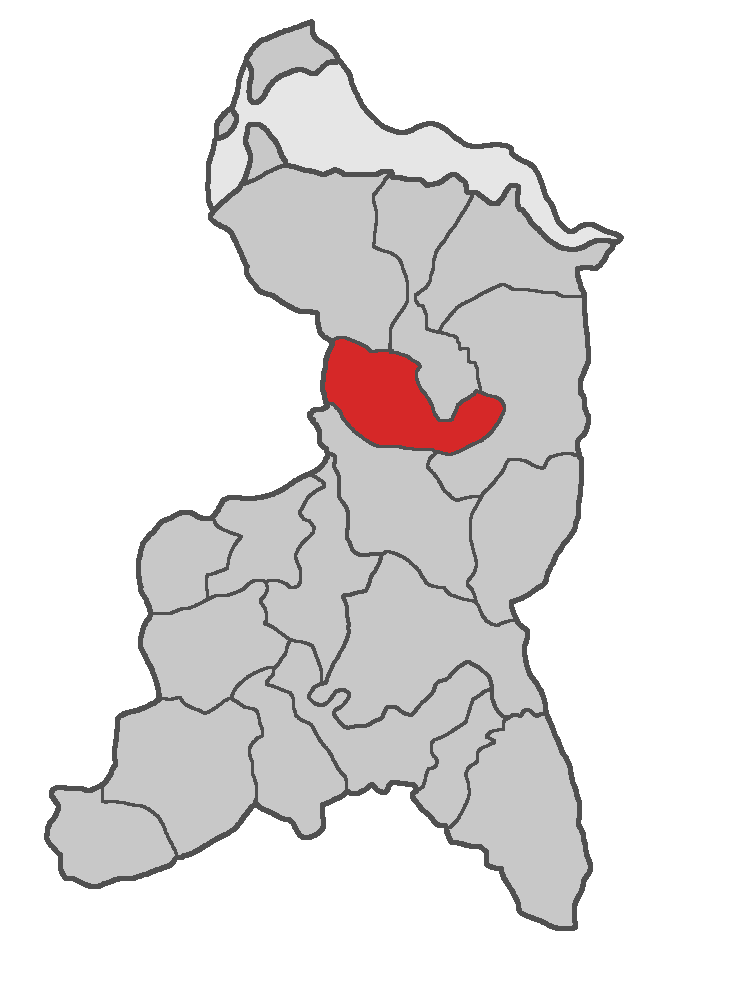
Województwo mereckie na tle województw utworzonych na sejmie grodzieńskim

Województwo mereckie zostało utworzone na sejmie grodzieńskim 23 listopada 1793 r. na miejscu województwa smoleńskiego, ze stolicą w Mereczu. Nie zostało w pełni zorganizowane w związku z rozpoczęciem insurekcji kościuszkowskiej.
Województwo miało mieć w Sejmie dwóch senatorów (wojewodę i kasztelana) i sześciu posłów wybieranych na cztery lata (po dwóch z każdej ziemi).
Województwo dzieliło się na trzy ziemie:
- merecką składającą się z parafii: mereckiej, niemonojskiej, daugowskiej, olickiej, puńskiej, metelskiej, serejskiej, święto jeziorskiej, łozdziejskiej, sienneńskiej, mirosławskiej, urdomińskiej, lubowskiej, wiżańskiej, liszkowskiej, lejpuńskiej i wiejsiejskiej
- preńską składającą się z parafii: preńskiej, balbierzyskiej, wiłkowiskiej, udryjskiej, olwickiej, bartnickiej, wistynickiej, władysławowskiej, grajżyskiej, kalwaryjskiej, pojewońskiej i punieńskiej
- ejszyską składającą się z parafii: ejszyskiej, nackiej, raduńskiej, osowskiej, bienakońskiej, woronowskiej i zabłockiej.

Wojewodą został Franciszek Ksawery Sapieha przez przekształcenie dotychczasowego urzędu wojewody smoleńskiego, a kasztelanem Antoni Wołłowicz.